# Де-Хоге-Велюве
Национальный парк Де-Хоге-Велюве (нидерл. Nationaal Park De Hoge Veluwe) — охраняемая природная зона в нидерландской провинции Гелдерланд. Большая часть парка находится на территории муниципалитета Эде. Парк является частью области Велюве площадью 1000 км², самой большой равнинной природной территории в Северо-Западной Европе.

## География
Парк расположен на песчаных почвах Велюве, оставшихся после схода ледника. Представлены такие ландшафты, как открытые пески, вересковые пустоши и хвойные леса. Внутри парка сохранились остатки поселений. Предполагается, что пустоши и открытые пески имеют антропогенное происхождение и возникли в результате хозяйственной деятельности жителей этих поселений.

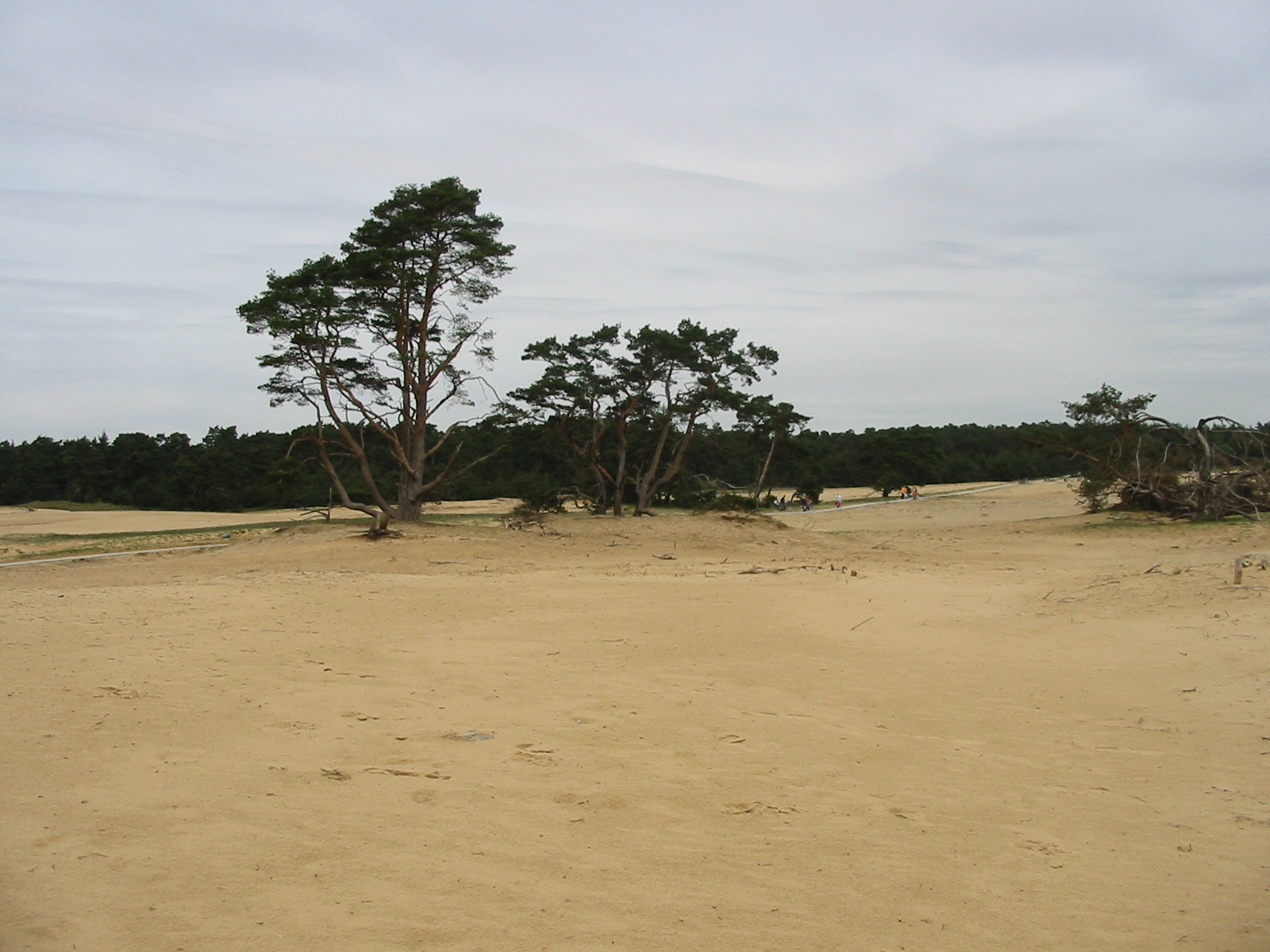
Сосны на открытом песке

Часть парка (Деленсе Вас, нидерл. Deelense was) заболочена, так как песок образовал толстый слой, через который не просачивается дождевая вода.
Из крупных млекопитающих в парке живёт стадо пятнистых оленей.
Де-Хоге-Велюве — единственный национальный парк Нидерландов, в котором взимается плата за вход. Вырученные деньги в рамках проекта Hart van de Veluwe вкладываются в улучшение экологии парка.

## История
Парк был основан супружеской парой Антоном Крёллером и Хелене Крёллер-Мюллер, которым принадлежал участок земли, использовавшийся для охоты. Они, в частности, привезли туда кенгуру и муфлонов (последние сохраняются до настоящего времени). В начале 1930-х годов пара начала испытывать финансовые трудности. Продать участок Государственному управлению памятников не удалось. В конце концов государство решило выплатить 800 тысяч гульденов Антону Крёллеру для создания фонда, который государство обязалось позже у него выкупить. Было поставлено условие, что богатейшая коллекция искусства госпожи Крёллер-Мюллер будет передана специально построенному на территории парка музею. Фонд был создан в 1935 году, и парк с тех пор находится в собственности фонда. Парк, как частная собственность, не получает государственных субсидий, в отличие от остальных национальных парков Нидерландов.

## Туризм и инфраструктура

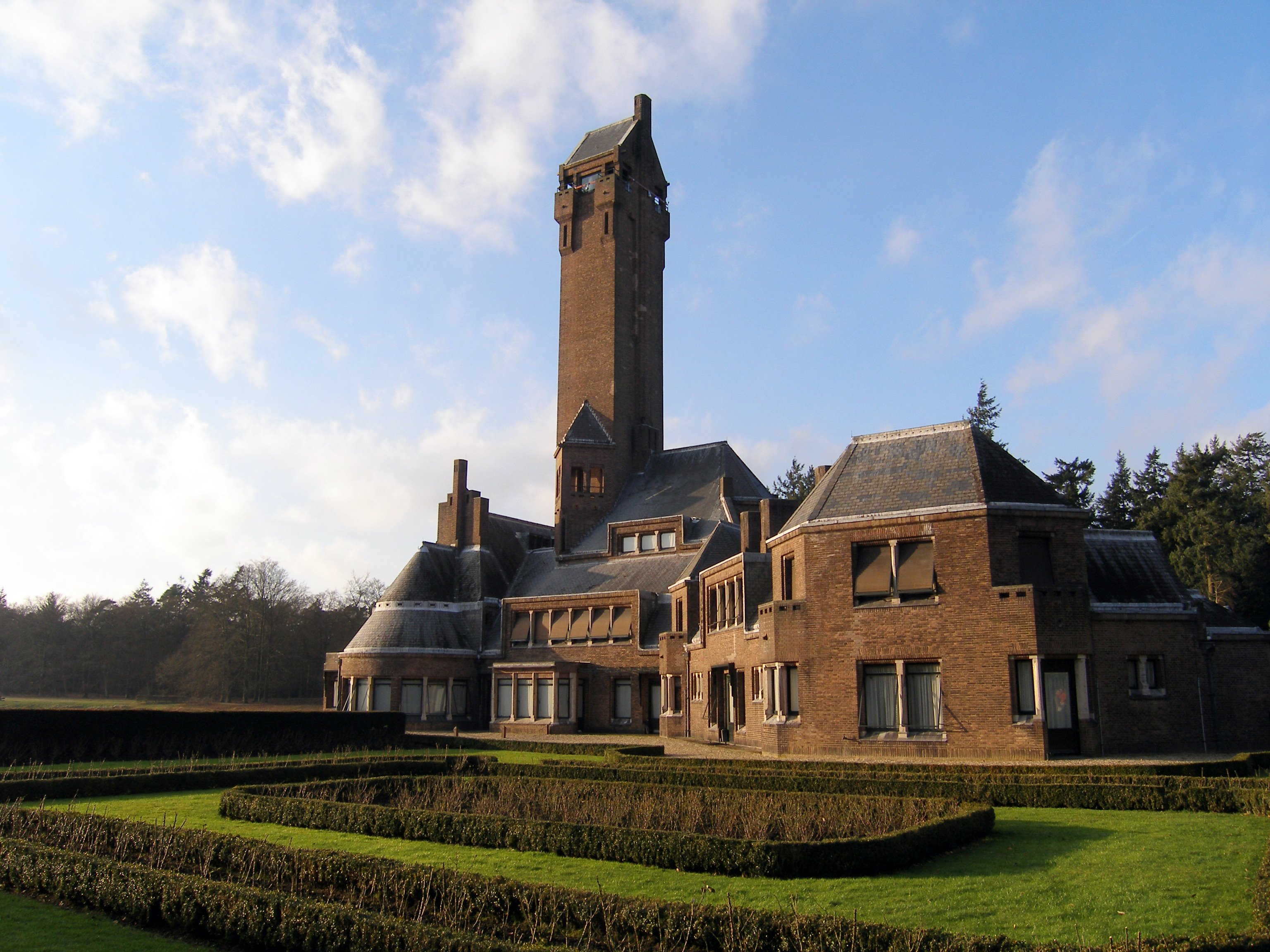
Охотничий домик святого Губерта

Кроме музея Крёллер-Мюллер, на территории парка находится построенный архитектором Берлаге с 1914 по 1919 год охотничий домик святого Губерта.
Существует три входа в парк, где взимается входная плата. Для передвижения внутри парка предназначены белые велосипеды, которыми может пользоваться любой посетитель при условии, что велосипеды никогда не закрывают на замок и не вывозят с территории парка.